# Chappel Island
Chappel Island ist eine Insel vor der Budd-Küste des ostantarktischen Wilkeslands. Sie ist die größte der Donovan-Inseln im östlichen Teil der Vincennes Bay und liegt rund 8 km nordwestlich der Clark-Halbinsel. Die Insel gehört zu den Brutgebieten des Adeliepinguins.
Luftaufnahmen der US-amerikanischen Operation Highjump (1946–1947) dienten einer ersten Kartierung. Das Advisory Committee on Antarctic Names benannte die Insel 1971 nach Chief Warrant Officer R. L. Chappel vom United States Marine Corps, der für die Filmaufnahmen während der Operation Highjump im Gebiet zwischen dem 14. und 164. östlichen Längengrad verantwortlich war.